# Volo Aeroflot 892
Il volo Aeroflot 892 era un volo passeggeri internazionale partito da Minsk e diretto a Berlino Est che si schiantò il 12 dicembre 1986 a causa di un errore del pilota, uccidendo settantadue degli ottantadue occupanti tra passeggeri e membri dell'equipaggio a bordo.

## L'incidente
A causa delle avverse condizioni meteorologiche, il volo in rotta da Minsk a Berlino Est fu dirottato su Praga. Una volta che il tempo a Berlino migliorò, il Tupolev Tu-134A decollò verso la destinazione originale. All'arrivo le condizioni consentivano solo un atterraggio ILS. Il controllore dell'aeroporto autorizzò il volo ad atterrare sulla pista 25L (a sinistra), ma quando l'aereo era nella fase di avvicinamento finale, le luci della pista 25R (a destra), che all'epoca era in fase di ristrutturazione ed era chiusa, vennero accese. Il controllore avvertì l'equipaggio in inglese che si trattava di un test, ma a causa della mancanza di conoscenza della lingua inglese da parte dell'equipaggio di volo dell'Aeroflot, l'operatore radio credette che ciò significava che l'aereo doveva atterrare sulla pista 25R. Il pilota ai comandi disattivò l'autopilota e cambiò manualmente la rotta per dirigersi alla pista 25R, che si trovava a 460 metri a destra della pista 25L e 2200 metri più vicino alla posizione dell'aereo. A terra si accorsero dello sbaglio, ma gli avvertimenti passarono inosservati per qualche tempo a causa della discussione tra i piloti. Ad un certo punto il segnale ILS si interruppe, così, una volta che l'equipaggio si rese conto del proprio errore, cambiò rapidamente rotta e riaccese il pilota automatico, ma senza aumentare la spinta dei motori dell'aereo. Il Tu-134 entrò in stallo e colpì degli alberi distanti circa 3 km dalla soglia della pista 25L. All'impatto, il carburante nei serbatoi dell'aereo prese fuoco. I soccorsi trovarono in tutto 12 sopravvissuti, ma due morirono in ospedale. In tutto, tutti i 9 membri dell'equipaggio e 63 passeggeri (compresi 20 dei 27 scolari della classe 10A del liceo di Schwerin) persero la vita.